# Minas de Oro

Minas de Oro é uma cidade localizada no departamento de Comayagua, na região central de Honduras. Situada a aproximadamente 130 quilômetros da capital, Tegucigalpa, a cidade tem uma rica história que remonta à época da colonização espanhola.
Fundada em meados do século XVI pelos colonizadores espanhóis, Minas de Oro recebeu esse nome devido à descoberta de ricas jazidas de ouro na região. Essa abundância de recursos minerais atraiu um grande número de garimpeiros e mineradores em busca de fortuna, impulsionando o desenvolvimento econômico da cidade.
Ao longo dos séculos, a atividade mineradora passou por altos e baixos, enfrentando desafios como conflitos políticos, mudanças nas políticas governamentais e flutuações nos preços do ouro no mercado internacional. No entanto, Minas de Oro conseguiu diversificar sua economia e, além da mineração, a agricultura e a indústria também se tornaram importantes pilares da cidade.
Com uma população acolhedora e culturalmente diversificada, Minas de Oro é conhecida por suas tradições folclóricas, festivais vibrantes e rica gastronomia típica. A cidade abriga várias igrejas históricas, cuja arquitetura remonta aos tempos coloniais, atraindo turistas e estudiosos interessados em explorar a herança cultural da região.
Nos últimos anos, Minas de Oro tem trabalhado para promover o turismo sustentável e consciente, aproveitando suas belezas naturais e locais históricos como atrativos para visitantes nacionais e internacionais. A cidade também tem investido em projetos de preservação ambiental, visando proteger a fauna e flora locais, além de promover o desenvolvimento ecologicamente responsável.
A comunidade local se orgulha de sua identidade única e suas raízes históricas. O espírito empreendedor e a determinação dos habitantes têm contribuído para a prosperidade e o progresso contínuo de Minas de Oro. Com uma economia em crescimento, infraestrutura em constante aprimoramento e a preservação de suas tradições culturais, a cidade olha para o futuro com otimismo e confiança, buscando novas oportunidades de desenvolvimento para o bem-estar de seus cidadãos e o enriquecimento de sua herança histórica.